# Workswell
Workswell je česká společnost specializující se na vývoj a výrobu termokamer a infračervených zobrazovacích systémů. Společnost byla založena v roce 2010 a od té doby se vypracovala jako evropský výrobce v tomto oboru.
Společnost Workswell byla založena Adamem Švestkou (CEO) a Janem Kovářem (CTO), kteří firmu vedou dodnes. Hlavním zaměřením společnosti je vývoj inovativních termovizních technologií, které nacházejí využití v různých průmyslových odvětvích, průmyslové automatizace, zemědělství, zdravotnictví, bezpečnosti a požární prevence. 
Workswell se zaměřuje na vývoj specializovaných termokamer pro drony, průmyslové aplikace, a měření emisí plynů. Produkty jako WIRIS Enterprise, SAFETIS EV a WEOM thermal camera core patří mezi hlavní produkty, které společnost nabízí.
Hlavním směrem současného vývoje a obchodní strategie společnosti Workswell je vlastní řada termovizních jader WEOM. Jedná se o kompaktní a snadno integrovatelné termální moduly určené pro výrobce bezpečnostních systémů, dronů, průmyslových kamer a jiných zařízení, která vyžadují tepelný obraz jako součást svého provozu. Jádra WEOM jsou navržena pro OEM integraci a podporují standardní komunikační protokoly, včetně ONVIF, což usnadňuje jejich nasazení do běžné IP infrastruktury.
Společnost nabízí pro termovizní jádro WEOM řadu variant přizpůsobených různým typům integrace a výstupních rozhraní. K dispozici jsou modely jako WEOM thermal module, WEOM USB thermal module, WEOM HDMI thermal module, WEOM CVBS thermal module s analogovým výstupem nebo WEOM GigE thermal module určený pro průmyslové aplikace. Pro potřeby IP systémů je k dispozici WEOM ONVIF thermal module, a pro aplikace vyžadující optické přiblížení pak WEOM zoom block thermal module.
Jádra WEOM využívají technologii nechladicích mikrobolometrů (LWIR) a podporují streamování radiometrických i neradiometrických dat v reálném čase. Vývoj aktuálně směřuje k rozšíření funkcionality o pokročilé analytické schopnosti, kompaktnější provedení a rozšířenou kompatibilitu s různými typy systémů třetích stran.
Produkty společnosti Workswell se využívají v široké škále aplikací. V průmyslové automatizaci se termokamery používají k monitorování a řízení výrobních procesů, zatímco v zemědělství pomáhají monitorovat zdravotní stav plodin a půdy. V oblasti zdravotnictví slouží termovizní systémy pro screening tělesné teploty, což je klíčové při detekci horečnatých onemocnění. V požární prevenci hrají termovizní kamery klíčovou roli při včasné detekci požárů. V oblasti bezpečnosti jsou systémy Workswell využívány pro detekci osob a objektů v náročných podmínkách. 
Společnost Workswell se i nadále zaměřuje na vývoj nových technologií a řešení, která posouvají hranice termovizní technologie. Jejich motto "Inovace v každém snímku" vystihuje přístup společnosti k neustálému zlepšování a adaptaci na měnící se potřeby trhu. 
Mezi zákazníky firmy patří společnosti ČEZ, RWE, Bosch, Honeywell, Tesco, Heineken, Kofola, IKEA, Net4Gas, Semikron, ArcelorMittal, Vítkovice power engineering atd.
Jeden ze zakladatelů společnosti Workswell, Jan Kovář, získal prestižní ocenění na prvním ročníku Young Blood Awards 2023. Toto ocenění bylo uděleno za jeho přístup a přínos v oblasti termografické technologie.
Dále v anketě deníku Hospodářské noviny získala firma za rok 2018 tři ocenění:
- Firma roku v hlavním městě Praha, stejnou cenu získala už v roce 2015
- Odpovědná firma roku
- Ekonomicky nejúspěšnější firma.

Pro více informací o společnosti a jejích produktech navštivte Workswell.eu.